# Związek Żołnierzy Rosyjskiego Korpusu
Związek Żołnierzy Rosyjskiego Korpusu (ros. Союз чинов Русского Корпуса) – rosyjska emigracyjna organizacja kombatancka zrzeszająca b. żołnierzy Rosyjskiego Korpusu Ochronnego działająca od końca 1945 r.

## Zarys historyczny
Związek Żołnierzy Rosyjskiego Korpusu został założony 1 listopada 1945 r. w obozie jenieckim w Kellerberg w Austrii, gdzie byli osadzeni przez Brytyjczyków żołnierze kolaboracyjnego Rosyjskiego Korpusu Ochronnego. Na jego czele stanął ostatni dowódca Korpusu płk Anatolij I. Rogożin. Pod koniec lat 40. w związku z wyjazdem większości Rosjan do krajów zachodniej Europy, Ameryki Południowej i USA, tam przeniosło się kierownictwo organizacji. Jego siedziba mieściła się początkowo w Nowym Jorku, zaś od 1976 r. w San Francisco. Oddziały Związku powstały w różnych miastach USA. Oprócz tego istniały przedstawicielstwa w Australii, Austrii, Wielkiej Brytanii, Argentynie, Belgii, Brazylii, Wenezueli, RFN, Kanadzie, Maroku, Nowej Zelandii, Paragwaju, Francji, Chile, Szwajcarii i Szwecji. Organami prasowymi był biuletyn „Корпусник” oraz czasopisma „Под белым крестом” i „Наши Вести” (w 1948 r. w obozie w Kellerberg było też wydawane pismo „На рубеже”). Działalność Związku skupiała się na pielęgnowaniu tradycji Rosyjskiego Korpusu Ochronnego oraz pomocy dla jego byłych żołnierzy. 17 sierpnia 1987 r. Związek wszedł w skład Rosyjskiego Związku Ogólnowojskowego (ROWS).

## Przewodniczący Związku
- płk Anatolij I. Rogożin (od 1 listopada 1945 r. do 6 kwietnia 1972)
- płk Aleksandr M. Lektorski (do 19 września 1986 r.)
- por. Władimir W. Granitow
- esauł B.D. Chaustow
- płk D.P. Wiertepow
- kornet A.A. Pustowojtienko
- ppor. Aleksiej B. Jordan